# BRCA1
BRCA1 (dall'inglese BReast CAncer gene 1) è un gene oncosoppressore che codifica per una proteina denominata proteina di suscettibilità al cancro della mammella di tipo 1 (Breast Cancer Type 1 susceptibility protein), che interviene nel controllo del ciclo cellulare. Quest'ultimo  è un meccanismo piuttosto complesso, che richiede diversi sistemi di controllo in diversi punti. Se BRCA1, o la proteina di BRCA2,  sono oggetto di mutazioni, viene perso il controllo del ciclo cellulare. La cellula, quindi, potrà dare origine a cellule figlie con mutazioni del DNA: questo significa suscettibilità alla formazione di neoplasie.
BRCA1 e BRCA2 intervengono nella regolazione di G2, cioè controllano il ciclo cellulare prima della mitosi.
Mutazioni di BRCA sono frequenti nel carcinoma mammario.
Il Sistema Sanitario Nazionale italiano permette di effettuare gratuitamente un test genetico del BRCA1 e BRCA2 mediante prelievo di sangue, al fine di verificare la predisposizione familiare e genetica al cancro.